# Alluaudomyia ocellata
Alluaudomyia ocellata är en tvåvingeart som beskrevs av Remm 1980. Alluaudomyia ocellata ingår i släktet Alluaudomyia och familjen svidknott.
Artens utbredningsområde är Tadzjikistan. Inga underarter finns listade i Catalogue of Life.